# ФК „Партизан“ (Червен бряг)
ФК „Партизан“ (Червен бряг) е футболен клуб от град Червен бряг, участващ в Северозападната група на Трета аматьорска футболна лига. Цветовете на отбора са червено и бяло.

## История
Идеята за създаване на футболен клуб в град Червен бряг се заражда през 1918 г. Първоначално отборът се състезава под името „Сила“, а през 1933 г. е прекръстен на „Локомотив“. Под това име отборът играе до края на Втората световна война, когато местни футболни деятели предлагат тимът да бъде преименуван на „Партизанин“. С това име са свързани и най-големите успехи на червенобрежкия футбол.
През сезон 1964/65 „Партизанин“ завършва на 1-во място в зона „Янтра“ и достига до бараж за влизане в Б група с първенеца на съседната зона „Огоста“ – „Локомотив“ (Мездра). В първата квалификационна среща на 3 юли 1965 г. „Локомотив“ побеждава с 2:0, а в реванша на 10 юли постига нова победа – 0:1.
През сезон 1975/76 тимът достига до 1/48 финал в турнира за Купата на България, загубен от отбора на „Асен Балкански“ (Белоградчик) с 2:4.
През сезон 1981/82 отборът се класира на 1-во място в Северозападната В група и печели промоция във втория футболен ешелон. Тимът играе 1 сезон в Б РФГ. Съставът за паметния сезон е следният: Николай Илиев, Людмил Чочов, Цветан Каменов, Иван Кочев, Пламен Брезоев, Любомир Николаев, Цветан Цветанов, Солидар Кисьов, Любен Куновски, Крум Първанов, Петромир Томов, Кръстю Лулчев, Любен Митев, Димитър Ангелов, Кънчо Христов, Реджеб Нафъзов, Митко Тодоров, Красимир Хинов и Павел Малинов.
След края на злополучния сезон 1982/83 отборът е преименуван на „9 май“ (Червен бряг), но носи това име едва 2 сезона, след което е възстановено старото наименование на тима – Партизанин.
През сезон 1993/94 „Партизанин“ достига до 1/48 финал в турнира за Купата на България, където губи от втородивизионния „Локомотив“ (Мездра) с 0:1 (след прод.). В първия кръг „Партизанин“ отстранява друг представител на Б РФГ – „Дунав“ (Русе) с 1:0 (след прод.).
През 1996 г. клубът е преименуван на ФК „Червен бряг“ (Червен бряг). След силни 2 поредни сезона в А ОФГ, „Червен бряг“ печели промоция във В Група, в която се състезава в периода 1999 – 2002 г. През сезон 99/00 отборът завършва на 13-а позиция. По-интересното в случая е, че клубът завършва на 3-та позиция в класацията за най-силен домакин, губейки едва 3 срещи на свой терен. През следващия сезон тимът завършва на 14-а позиция, която му осигурява още един сезон в групата. Очакванията за силна година обаче се оказват напразни. Отборът така и не успява да завърши сезон 01/02. Финансовият колапс на тима, чийто спонсори пренасочват финансовата си помощ към други футболни отбори в областта, принуждава ръководството да изтегли отбора от по-нататъшно участие в групата.
В продължение на 5 години град Червен бряг не разполага с футболен отбор. По същото време юношеските формации на треньора Илиян Здравков печелят награда след награда. Община Червен бряг обаче не може да осигури издръжка за мъжки състав.
През 2006 г. ръководството на местния завод на „Палфингер Продукционстехник България“ подема инициатива за възстановяване на червенобрежкия футбол. Взето е решение за създаване на нов футболен клуб. След проведени разговори с представители на Община Червен бряг, ръководството на „Палфингер Продукционстехник България“ ЕООД решава новият тим да не наследява наименованието на ФК „Червен бряг“, а да играе с името на многонационалния концерн „Палфингер“, който е и основен спонсор на тима.
Новосъздаденият футболен клуб се състезава в продължение на 3 години и въпреки финансовите проблеми, с които трябва да се бори спонсорът, червенобрежкият завод на „Палфингер“, успява да завърши успешно сезон 2008/2009. След края на сезона става ясно, че издръжката на клуба не може да бъде продължена и ръководството на отбора стартира преговори с представители на Община Червен бряг за предоставяне на финансова подкрепа от страна на общината.
Димитър Димитров и Стоян Георгиев провеждат поредица от срещи с кмета на Община Червен бряг инж. Данаил Вълов, на които обсъждат евентуално обединение на юношеската формация на ФК „Червен бряг“ и мъжкия състав на ФК „Палфингер“. Месец преди началото на сезон 2009/2010, двете ръководства стигат до споразумение. Двата клуба са обединени и е взето решение новият тим да се състезава под името ОФК „Червен бряг“ (Общински Футболен Клуб „Червен бряг“).
Въпреки слабото начало на сезон 2009/2010, 11-о място след първия полусезон, отборът на ОФК Червен бряг завършва шампионата на четвърта позиция в крайното класиране, само на точка от третия ФК „Ювентус“ (Малчика).
След доброто представяне на тима през пролетния полусезон, от регионалния съвет на БФС в Плевен предлагат промоция на червенобрежкия клуб във В АФГ. Ръководството на ОФК Червен бряг все пак взима решение тимът да продължи участието си в А ОФГ и през следващия сезон.
Година по-късно, през сезон 2010/2011, играчите на старши треньора Илиян Здравков завършват на второ място в класирането с актив от 61 точки, изоставайки само на 2 точки от лидера ФК Пелезо (Пелишат). Двата отбора водят ожесточена борба през целия сезон, но в края на сезона тимът от Пелишат ликува, въпреки допуснатите 2 загуби от Червен бряг.
След отказа на ФК Пелезо от участие в Северозападната В Група през сезон 2011/2012, отборът на ОФК Червен бряг получава правото да представлява А ОФГ Плевен в третия ешелон. Този път ръководството на тима потвърждава участието.
На 14 август 2012 г., на проведено Общо събрание на ОФК Червен бряг, делегатите, позовавайки се на резултатите, получени по време на едномесечно интернет допитване до гражданите на Община Червен бряг, взимат решение за промяна наименованието на футболния клуб. На 29 октомври Плевенският окръжен съд приема промяната на наименование и от началото на пролетния полусезон на сезон 2012/2013 футболният отбор на град Червен бряг се състезава под името „Партизан“.
Сезон 2012/2013 е най-силният в съвременната история на „червенобрежкия“ тим. „Партизан“ приключва сезона на 3-то място в крайното класиране. Освен купата за трето място в Северозападната В група, отборът печели още 2 престижни трофея – за най-висока посещаемост на домакинските срещи, както и за голмайстор на Северозападната В група, спечелен от централния нападател на тима Стефан Христов. В рамките на календарната година, играчите на старши треньора Илиян Здравков добавят и още 2 трофея във витрината си, печелейки на 2 пъти турнира за Купата на Община Червен бряг.